# 1206 Numerowia
1206 Numerowia è un asteroide della fascia principale. Scoperto nel 1931, presenta un'orbita caratterizzata da un semiasse maggiore pari a 2,8662251 UA e da un'eccentricità di 0,0560142, inclinata di 13,00279° rispetto all'eclittica.
Il suo nome è in onore dell'astronomo russo Boris Numerov.